# 도바 도시마사
도바 도시마사(일본어: 鳥羽 俊正, 1975년 7월 16일 ~ )는 일본의 전 축구 선수이다.

## 구단 경력
과거 미토 홀리호크에서 활동하였다.